# عاصم الأحول
عاصم بن سليمان الأحول، تابعي، ومحدث البصرة، وقاضي المدائن ومحتسبها، وأحد رواة الحديث النبوي الثقات، روى له الجماعة.

## سيرته
عَاصِمُ الأَحْوَل بن سليمان، كان مولى لبني تميم، وقيل مولى عثمان بن عفان، ويكنى أبا عبد الرّحمن، وكان من أهل البصرة، قال محمد بن سعد البغدادي: «كان ثقة، كثير الحديث»، وكان يتولّى الولايات فكان بالكوفة على الحسبة في المكايل والأوزان، وكان قاضيًا بالمدائن في خلافة أبي جعفر المنصور، ومات سنة 141 هـ أو 142 هـ. قال سفيان الثوري: «حفاظ الناس أربعة: إسماعيل بن أبي خالد، وعاصم الأحول، ويحيى بن سَعِيد الأَنْصارِيّ، وعبد الملك بن أبي سليمان.» قال علي بن المديني: «له نحو مئة وخمسين حديثًا.»، وقال أيضًا:
| عاصم الأحول | حفاظ البصريين ثلاثة: سليمان التيمي، وعاصم الأحول، وداود بن أبي هند، وعاصم أحفظهم. | عاصم الأحول |

## روايته للحديث النبوي
- روى عن: أنس بن مالك، وبكر بن عبد الله المزني، والحسن البصري، وحماد بن أبي سليمان، وحميد بن هلال، وأبي العالية الرياحي، وأبي جهمة زياد بن الحصين، وسلمان رجل من أهل الشام، وسميط أو شميط، وأَبِي حاجب سوادة بْن عاصم العنزي، وصفوان بن محرز، وطلحة بْن عُبَيد الله بْن كريز، وعامر الشعبي، وأبي الوليد عَبد اللَّهِ بْن الحارث البَصْرِيّ، وعبد اللَّه بْن رباح الأَنْصارِيّ، وأبي قلابة الجرمي، وعبد الله بن سرجس المزني الصحابي، وعبد الله بن شقيق العقيلي، وأبي عثمان النهدي، وعكرمة مولى ابن عباس، أبو المتوكل الناجي، وعَمْرو بْن سلمة الجرمي، وعمرو بن شعيب، وعوسجة بن الرماح، وعيسى بن حطان، وفضيل بن زيد الرقاشي، ومحمد بن سيرين، والمطلب بن عبد الله بن حنطب، وأبي نضرة المنذر بْن مالك بْن قطعة العبدي، ومورق العجلي، وموسى بن أنس بن مالك، وأخيه النضر بن أنس بن مالك، وأبي مجلز لاحق بن حميد، ويوسف بْن عَبد اللَّهِ بْن الحارث البَصْرِيّ، وأبي الصديق الناجي، وأبي كبشة السدوسي، وبنانة بنت يزيد العبشمية، وحفصة بنت سيرين، ومعاذة العدوية.
- روى عنه: إسرائيل بن يونس، وإسماعيل بن زكريا، وإسماعيل بن علية، وأشعث بن عبد الملك الحمراني، وبشر بن منصور، وأبو زيد ثابت بن يزيد الأحول، وأبو وكيع الجراح بن مليح. وجرير بن عبد الحميد، والحسن بن صالح بْن حي، وحفص بن غياث، وحماد بن زيد، وخالد الحذاء، وداود بن أبي هند، وزائدة بن أبي الرقاد، وزهير بن محمد التميمي، وزهير بن معاوية، وزياد بْن عَبد اللَّه البكائي، وسَعِيد بن زربي، وسفيان الثوري، وسفيان بن حبيب، وسفيان بن عيينة، وأبي خالد سُلَيْمان بْن حيان الأحمر، وسليمان التيمي، وأبو الأَحوص سلام بْن سليم، وشريك بن عبد الله بن أبي نمر، وشعبة بن الحجاج، وعباد بن عباد المهلبي، وعبد الله بن عِمْران القرشي الصالحي، وعبد الله بن المبارك، وعبد الله بن نمير، وأبو شهاب عبد ربه بْن نَافِع الحناط، وعبد الرحمن بن مُحَمَّد المحاربي، وعبد الرحيم بْن سُلَيْمان، وعبد العزيز بن المختار، وعبد الواحد بن زياد، وعبدة بن سُلَيْمان، وعلي بن مسهر، وقتادة بن دعامة، وليث بن أبي سليم، ومحاضر بن المورع، وأَبُو معاوية مُحَمَّد بْن خازم الضرير، ومحمد بن فضيل، وأبو حمزة محمد بن ميمون السكري، ومروان بن معاوية، ومعمر بن راشد، وهدبة بن المنهال، وهشام بن لاحق، وهشيم بن بشير، وأبو عوانة الوضاح بن عبد الله اليشكري، ويحيى بن زكريا بْن أَبي زائدة، ويزيد بن هارون.[3]
- الجرح والتعديل: وثّقه عثمان بن سعيد الدارمي ويحيى بن معين وأبو زرعة الرازي والعجلي وعلي بن المديني ومحمد بن سعد البغدادي ومحمد بن عبد الله بن عمار، قال شعبة بن الحجاج: «عاصم أحب إلي من قتادة في أبي عثمان النهدي، لأنه أحفظهما»، قال أحمد بن حنبل: «عاصم الأحول، شيخ ثقة»،[3] وقال عبد الرحمن بن مهدي: «كان عاصم الأحول من حفاظ أصحابه»،[1] وقال يحيى بن معين: «كان يحيى بْن سَعِيد يضعف عاصما الأحول».[3]